# پیتر جیمز (نویسنده)
پیتر جیمز (به انگلیسی: Peter James)؛ ۲۲ اوت ۱۹۴۸ – ) یک تهیه‌کننده، نویسنده، و پدیدآور اهل بریتانیا است.